# Platysteira blissetti
El batis carunculado de Blisset (Platysteira blissetti) es una especie de ave paseriforme de la familia Platysteiridae propia de África Occidental.

## Distribución y hábitat
Se lo encuentra en Camerún, Costa de Marfil, Ghana, Guinea, Liberia, Nigeria, Sierra Leona y Togo.
Su hábitat natural son los bosques bajos húmedos tropicales.